# Liste des chapitres de Gunnm
Cet article détaille les volumes et chapitres de la série Gunnm. Il contient la liste des volumes des différentes éditions du manga paru en presse. Il contient également la liste des chapitres des séries Gunnm Last Order et Gunnm Mars Chronicle.

## Liste des volumes

### Gunnm
La première version japonaise de Gunnm est publiée en neuf tomes par Shūeisha entre 1991 et 1995. La première version française publiée par Glénat est basée sur une traduction américaine en neuf tomes de l’œuvre de base. Une édition Gunnm: Complete Edition en six tomes au format B5 comportant une nouvelle fin pour inclure la suite Gunnm Last Order est publiée entre décembre 1998 et août 2000,. À la suite du changement d'éditeur en 2010, Kōdansha propose également une réédition japonaise en neuf tomes en janvier 2014,.
| no | Japonais          | Japonais      | Français          | Français      |
| no | Date de sortie    | ISBN          | Date de sortie    | ISBN          |
| --- | ----------------- | ------------- | ----------------- | ------------- |
| 1 | 24 septembre 1991 | 4-08-875071-3 | 15 mars 1995      | 2-7234-1900-2 |
| Liste des chapitres : - Bataille 1 : Récupération - L'Ange rouillé (錆びた天使, Sabita Tenshi) - Bataille 2 : L'éveil - Le Sens du combat (戦いの血, Tatakai no Chi) - Bataille 3 : Valeurs - La Déchirure (価値あるもの, Kachi Aru Mono) - Bataille 4 : Résurrection - Berserker (甦る狂戦士, Yomigaeru Bāsākā) - Bataille 5 : Responsabilité - Descente aux enfers (奈落の罠, Naraku no Wana) - Bataille 6 : Conflit - L'Ange conquérant (戦う天使, Tatakau Tenshi) |                   |               |                   |               |
| En parcourant la décharge, Daisuke Ido découvre une tête de cyborg encore intacte parmi les débris et décide de la sauver. À son réveil, le cyborg n'a aucun souvenir. Ido l'appelle Gally, lui offre un nouveau corps mécanique et la traite comme sa propre fille. Afin de lui donner le meilleur, Ido a besoin d'argent. Il reprend alors discrètement son travail de Hunter-Warrior. Suspectant quelque chose, Gally décide de le suivre et le surprend en plein combat. Voyant Ido en mauvaise posture, elle décide d'intervenir. Ce combat réveille en elle des techniques de combat qui lui étaient inconnues : le Panzer Kunst. À la recherche d'une raison à son existence, et face à ses capacités nouvelles, elle s'enregistre en tant qu'Hunter-Warrior, contre l'avis d'Ido. Elle choisit pour première mission de tuer Makaku. Malheureusement, si elle parvient à le blesser, il réduit son corps en miette. Ido la sauve in-extremis, se faisant sévèrement blesser lui-aussi et Makaku voit son corps détruit dans la bataille et s'enfuit. Ce combat convainc Ido de la nature guerrière de Gally. Il décide à contre-cœur de lui offrir une de ses reliques trouvée dans la décharge : un corps de Berserker. Parallèlement, Makaku est lui aussi en quête d'un nouveau corps. Finalement, il lâche son dévolu sur le puissant corps de Kimba, le champion de l'arène du Colisée. Après une tentative vaine de rallier les Hunter-Warriors à leur cause, Gally et Ido doivent à nouveau faire face à Makaku, quand celui-ci débarque au Kansas Bar, le bar des Hunter-Warriors. Après quelques démonstrations des capacités de son nouveau corps, Makaku décide d'enlever Koyomi, le bébé du barman, et ce afin d'attirer Gally dans son lieu de prédilection, les égouts. Makaku engage à nouveau le combat avec Gally. Face au danger, elle réveille les pouvoirs de son corps de Berserker. Grâce à ses nouvelles ressources, elle parvient à le terrasser. Avant de mourir, celui-ci lui raconte son histoire. Il a été abandonné dès sa naissance dans les égouts de Kuzutetzu. Après plusieurs années d'une existence misérable emplie de solitude dans les égouts, il est blessé grièvement. À la limite de la mort, il est récupéré par un scientifique qui lui offre une seconde vie et le corps de son choix : un corps de vers géant qui lui permet de s'approprier n'importe quel corps. Le tome se termine sur la mort heureuse de Makaku : il a enfin pu donner un sens à son existence grâce à Gally, qui l'a reconnu en tant qu'adversaire. Mais qui est ce scientifique qui possède la même marque que Ido ? |                   |               |                   |               |
| 2 | 24 février 1992   | 4-08-875072-1 | 17 avril 1995     | 2-7234-1906-1 |
| Liste des chapitres : - Bataille 7 : Compassion - Les Larmes d'un ange (天使の涙, Tenshi no Namida) - Bataille 8 : Déchaînement - Tombé du ciel (空を見た少年, Sora o Mita Shōnen) - Bataille 9 : L'Éveil du cœur - La Dame de fer (鋼鉄の処女, Kōtetsu no Shojo) - Bataille 10 : Prisonnier d'un rêve - Jours de pluie (逃亡者ユーゴ, Tōbōsha Yūgo) - Bataille 11 : Désillusions - Rêves amers (苦い夢, Nigai Yume) |                   |               |                   |               |
| Gally se réveille dans une usine désaffectée et fait la connaissance de Yugo, un jeune garçon venant fréquemment observer Zalem depuis cet endroit, imaginant la vie de rêve qu'il pourrait avoir là-bas. Alors qu'ils explorent la zone, Yugo cherchant des colonnes vertébrales sur des cadavres pour pouvoir gagner de l'argent, ils se font attaquer par Mégil le pharmacien, la prime que Gally était venue chasser. Celui-ci se transforme en loup-garou sous l'effet d'une drogue libérant les instincts agressifs primaires. La cyborg se débarrasse rapidement et discrètement de ses adversaires et les deux jeunes gens se séparent. Cette rencontre affecte profondément Gally qui ne pense désormais plus qu'à Yugo, se demandant s'il pourrait l'aimer alors qu'elle n'est qu'un cyborg. Yugo, quant à lui, travaille pour Vector, le baron du marché noir, et piège les gens pour leur voler leur colonne vertébrale dans le but d'accumuler 10 millions de crédits, Vector lui ayant promis de le faire passer à Zalem sous cette condition. Toujours en quête de revanche après son humiliation au Kansas Bar par Gally, le Hunter-Warrior Zapan piège Yugo. Il parvient tout de même à s'échapper ; il est toutefois référencé en tant que criminel et sa tête est mise à prix. Gally, bien décidée à suivre le rêve de Yugo et à le suivre à Zalem, apprend la nouvelle de la bouche de Zapan, qui savoure sa vengeance. Celle-ci part immédiatement à l'usine abandonnée où ils se sont rencontrés, se doutant que Yugo s'y réfugierait. Yugo lui explique alors que son rêve d'aller à Zalem est le rêve de son grand-frère, qui avait construit un ballon pour s'envoler jusqu'à la cité. Cependant, ce dernier avait été trahi par sa femme et abattu par des Hunter-Warriors. Comprenant cela, Yugo décida de partir et rencontrera Vector deux années après cet événement, lorsqu'il découvre la main de son frère sur le marché noir. Après avoir entendu son histoire, Gally décide de donner la somme manquante à Yugo pour qu'il rejoigne directement Zalem. Toutefois, un Hunter-Warrior découvre la cachette de Yugo et le blesse très grièvement. Gally rejoint alors le corps inanimé de Yugo et tue le Hunter-Warrior. Décidée à sauver Yugo, Gally part à la recherche de Vector en emportant la tête de Yugo et utilise son système de survie pour maintenir ses cellules en vie. Alors qu'elle arrive à destination, Zapan intercepte Gally, pensant que cette dernière avait trahi le code des Hunter-Warriors en sauvant un criminel. Grâce à une ruse, Gally parvient à se débarrasser de Zapan, et Daisuke Ido décide de créer un cyborg à partir de la tête de Yugo. Une fois réveillé, Yugo apprend par Ido qu'il n'existe aucun moyen de rejoindre Zalem. Décidant de mettre tout ça au clair, Yugo et Gally partent à la rencontre de Vector. |                   |               |                   |               |
| 3 | 22 juillet 1992   | 4-08-875073-X | 24 juillet 1995   | 2-7234-1947-9 |
| Liste des chapitres : - Bataille 12 : Désillusions - Rêves amers (雲の彼方, Kumo no Kanata) - Bataille 13 : L'ange de la mort - Découverte (殺戮の天使, Satsuriku no Enjeru) - Bataille 14 : Le champion des champions - Nouvelles alliances (帝王謁見, Teiō Ekken) - Bataille 15 : Le Challenge - Qualification (頭蓋骨勝負, Zugaikotsu Shōbu) - Bataille 16 : Un seul cœur - Enjeu total (ハートはひとつ, Hāto wa Hitotsu) - Bataille 17 : La voie du challenger - Deuxième étape (挑戦者への道, Chōsensha e no Michi) |                   |               |                   |               |
| Comprenant que Vector lui a menti pendant toutes ses années, Yugo perd la raison et tente de rejoindre Zalem en escaladant les câbles d'alimentation de la cité. Alors qu'il approche du sommet, Gally le rejoint et essaye de le raisonner pour qu'il reste à Kuzutetsu. Alors que celui-ci décide de suivre Gally, son corps se fait détruire par des pointes et Yugo meurt en tombant dans le vide. Un mois plus tard, dans le secteur ouest de la décharge, Ido recherche Gally qu'il n'a pas revu depuis ce jour-là. Pendant ses recherches, il sauve la jeune Shimura qui lui fait découvrir le motorball, un sport violent où des cyborgs s'affrontent pour le contrôle d'une balle. C'est alors qu'il découvre le joueur numéro 99, surnommé l'ange de la mort, qui n'est autre que Gally. Celle-ci participe à ses courses avec un nouveau corps dans l'équipe d'Ed et semble vouloir oublier l'amour qu'elle avait pour Ido et Yugo. Alors que Gally enchaîne les victoires dans la troisième ligue, elle assiste à une course à laquelle participe Jashugan, le roi du motorball, qui n'est autre que le frère de Shimura. Alors qu'il part pour une nouvelle victoire, celui-ci est victime d'un problème technique dû à une reconstruction cérébrale. Ido se trouvant avec Shimura, il décide de le réparer pour qu'il puisse reprendre la course, et finalement la remporter. Grâce à ses victoires, Gally peut finalement accéder à la seconde ligue. Son numéro 99 étant déjà pris dans cette ligue, elle décide d'affronter son actuel propriétaire, Ajakati. Ce duel permet à Gally de montrer la puissance de son Panzer Kunst et de récupérer « son » numéro. Entre deux courses, Gally et Ed rencontre finalement Shimura et Jashugan, qui leur présente son nouvel allié : Ido. Feignant ne pas se connaître, Gally décide de défier Jashugan, à condition qu'elle réussisse à le battre au bras de fer. Alors qu'elle est en mauvaise posture, Jashugan accepte son défi, ressentant tout son potentiel, et fixe une course de motorball à cinq contre cinq. Gally doit donc trouver quatre coéquipiers, et participe à sa première course dans la seconde ligue avec des concurrents qui s'annoncent redoutables. |                   |               |                   |               |
| 4 | 24 mai 1993       | 4-08-875074-8 | 17 octobre 1995   | 2-7234-1942-8 |
| Liste des chapitres : - Bataille 18 : Headbanger's Ball (舞闘祭, Butōsai) - Bataille 19 : Zone rouge (風の領域, Kaze no Ryōiki) - Bataille 20 : Tradition (夢を継ぐ者, Yume o Tsugu Mono) - Bataille 21 : Outsider (アウトサイダー, Auto Saidā) - Bataille 22 : Ars magna (炎の中に立つ男, Honō no Naka ni Tatsu Otoko) |                   |               |                   |               |
| La première course de Gally en seconde ligue se déroule sur le circuit Grégory, connu pour ses pièges mortels. Sur ce circuit, le vainqueur est le cyborg qui possède le motorball lors de son cinquième passage sur la ligne d'arrivée. Dès le début de la course, Gally se fait attaquer par plusieurs cyborgs - Shakram, Caligula, Peshkavus et les frères Gnalat et Vickers - mais elle parvient à s'en débarrasser avec l'aide d'Ajakati, devenu son allié. Retardée par ces différents combats, Gally se dirige vers la tête de la course occupée par Zaphal Takié, qui vient de se débarrasser de Scramasax. À la moitié du parcours, il ne reste plus que quatre concurrents parmi les dix-huit participants : Zaphal Takié en tête, poursuivie par Gally, Tigel et Madosen. Zaphal Takié décide d'attendre Gally pour la défier à l'intérieur d'un tube, et arrive à l'endommager sérieusement. Gally est alors contrainte de passer aux stands pour se faire réparer, et son sentiment de peur et le goût amer de la défaite lui remémore une image de son passé : celle d'une monstrueuse montagne rouge. Alors que le dernier tour débute, Gally sort des stands, juste derrière Zaphal Takié. Celle-ci arrive à se venger en remportant son duel sur une portion du circuit en forme de boucle, mais elle ne s'intéresse pas à la balle qui tombe hors du circuit. Celle-ci réapparaît non loin de la ligne d'arrivée ; Tigel, qui avait du retard sur la tête, s'empare de balle et remporte ainsi la course, provoquant la colère des spectateurs parieurs. Finalement, Gally choisit son équipe pour défier Jashugan : Ajakati, Zaphal Takié, Tigel et Caligula. Alors que le jour de la course arrive, Ido donne rendez-vous à Gally pour lui demander ses motivations à participer à ses courses et rappeler ses sentiments à Gally. Touchée, Gally part annoncer à Ed que le défi contre Jashugan sera sa dernière course. Énervé, Ed n'accepte pas sa décision et souhaite lui faire signer un nouveau contrat immédiatement. Malheureusement, ils tombent nez à nez avec des drogués qui tentent de s'en prendre à Gally. Ed se sacrifie pour la protéger et lui donne la lame qu'il avait demandé pour elle en vue de cette course. Le soir de la confrontation arrive enfin. Les deux concurrents, accompagnés par leur équipe, ont bien l'intention de remporter la victoire. Dès le début de la course, Jashugan se débarrasse des quatre coéquipiers de Gally. À ce moment, des souvenirs émergent à nouveau : elle se trouve dans des plaines rouges, son maître l'appelle Yoko et souhaite lui enseigner le secret ultime, Geheimnis. Se sentant perdue, Gally décide de se battre pour comprendre le sens de sa vie. Jashugan décide alors d'abandonner le motorball pour défier Gally en combat direct et confronter leurs deux techniques : le Maschine Klatsch et le Panzer Kunst. Sentant que son cerveau s'éteint, il parvient à maîtriser Gally, mais celle-ci est sauvée par Tigel qui intervient et se sacrifie. Le duel continue et tourne finalement à l'avantage de Gally, mais Jashugan, dans son dernier souffle, développe l'Ars magna et donne une puissante frappe à Gally. Sévèrement touchée, elle perd connaissance mais sort victorieuse de son combat, éveillée par l'attaque de ce dernier. |                   |               |                   |               |
| 5 | 22 septembre 1993 | 4-08-875075-6 | 29 mars 1996      | 2-7234-1974-6 |
| Liste des chapitres : - Bataille 23 : La Brebis égarée (復讐の季節, Fukushū no Kisetsu) - Bataille 24 : Le Maître-chien (贖いのしらべ, Aganai no Shirabe) - Bataille 25 : Le Laboratoire (業のフラスコ, Karuma no Furasuko) - Bataille 26 : Effondrement (崩壊, Hōkai) - Bataille 27 : 贖罪の山羊 (Shokuzai no Yagi) - Bataille 28 : Les Choses en face (激突, Gekitotsu) - Bataille 29 : 強き者と弱き者のために (Tsuyoki Mono to Yowaki Mono no Tame ni) |                   |               |                   |               |
| Deux ans après les courses de motorball, Gally, revenue auprès Ido, joue du piano au New Kansas Bar. Alors que la vie est paisible, Gally apprend que Zapan est de retour. Anciennement Hunter-Warrior, celui-ci est désormais recherché pour avoir tué sa femme Sara, ayant succombé à la folie à la vue de Gally lors de la retransmission de son combat contre Jashugan. Zapan cherche alors à se venger. Alors que Gally souhaite l'éliminer seule, se sentant responsable, elle fait la rencontre de Murdock, le maître-chien, qui veut lui faire la peau, étant le père de Sara. Un soir, alors qu'il est pourchassé par les chiens de Murdock, Zapan tombe sur Gally, jouant un air de musique. Elle lui offre la possibilité de se venger tant que celle-ci joue son air de musique. Cependant qu'il se prépare à l'attaquer, les chiens attaquent et éliminent Zapan. Cela fait maintenant trois ans qu'Ido a trouvé Gally dans la décharge. Il souhaite désormais récupérer le corps du Berserker, qui se trouve dans le laboratoire de Desty Nova. Ce dernier est un spécialiste en nanotechnologie qui peut créer des robots biologiques microscopiques dans le but de réparer ou reconstruire. Desty Nova montre à Ido l'exemple d'un cerveau qu'il a retrouvé et réparé et qui exprime tout son désir de vengeance. Reconnaissant le cerveau de Zapan, Ido tente d'empêcher Desty Nova, mais il se fait capturer et Nova souhaite en faire son patient. Ido apprend également que Nova souhaite donner le corps du Berserker à Zapan. Toutefois, Nova perd le contrôle du corps qui fusionne de lui-même avec le cerveau de Zapan. Gally, convoquée par Nova pour assister à la renaissance de Zapan, arrive après cet événement et apprend qu'Ido est mort en tentant de stopper le corps du Berserker. Nova et ses assistants, eux, ont pu survivre grâce à une nanotechnologie leur permettant de reformer leur corps. Nova pousse alors Gally à retrouver Zapan et lui fournit un « déstructurateur » pour l'éliminer, tandis qu'il promet de soigner Ido avec sa technologie. Gally se précipite alors en direction du New Kansas Bar, mais arrive trop tard : Zapan a déjà tout ravagé et tué pratiquement toutes les personnes du bar et détruit l'atelier d'Ido. Le barman, faisant partie des survivants avec Shimura et Koyomi, blâme Gally et lui demande de ne plus jamais revenir ici. Gally se retrouve alors seule et quitte le secteur. Ne voyant pas de fin à la folie destructrice de Zapan, de nombreuses personnes demandent à Gally de se sacrifier pour apaiser sa colère. Elle décide alors de jouer le même air de musique que précédemment pour l'attirer à l'endroit où se situait l'atelier d'Ido. Zapan arrive et le combat débute. Alors que Zapan a l'avantage et immobilise Gally en coupant son corps en deux, celle-ci parvient à utiliser le « déstructurateur » fourni par Nova, entraînant la décomposition à petit feu du corps de Berserker. Voulant emporter Gally avec lui dans sa mort, il s'envole en prenant le corps de Gally, mais celle-ci utilise une dernière fois le produit de Nova. Zapan meurt en ayant une dernière pensée pour Sara, tandis que Gally atterrit à proximité d'une graine de pois de senteur, donnée par Ido, qu'elle avait plantée. |                   |               |                   |               |
| 6 | 24 janvier 1994   | 4-08-875076-4 | 7 juin 1996       | 2-7234-2119-8 |
| Liste des chapitres : - Bataille 30 : La Porte jaune (審判の日, Shinpan no Hi) - Bataille 31 : L'Ange du mal (死の天使, Shi no Tenshi) - Bataille 32 : Héros de l'ouest sauvage (荒野の三人, Kōya no San Nin) - Bataille 33 : La Loi de la jungle (地獄の野獣, Jigoku no Yajū) - Bataille 34 : Trahison (裏切りの大地, Uragiri no Daichi) - Bataille 35 : Le faiseur de pluie (自由への道, Jiyū e no Michi) |                   |               |                   |               |
| Pour avoir fait usage d'une arme lors de son combat contre Zapan, Gally est coupable de crime de première catégorie, et les restes de son corps sont envoyés pour être détruits et recyclés. Gally se réveille dans un espace gris vide qui n'est autre qu'une représentation virtuelle de ses rêves. Un homme, le chef Bigott, provenant de Zalem, lui explique qu'elle a été sauvée in extremis mais qu'elle est en train de mourir. Celui-ci peut annuler sa condamnation et la sauver, à condition qu'elle devienne une « Tuned », c'est-à-dire l'instrument de Zalem à la surface. Refusant au début, l'homme parvient à la convaincre en lui expliquant le premier objectif de la mission : trouver et arrêter Desty Nova, ce qui permettrait à Gally de revoir Ido. À la limite des frontières de la décharge, séparés du reste de la surface par une barrière de liquide infranchissable, des trains circulent entre les fermes et les sites miniers contrôlés par Zalem. Depuis quelques années, ils sont régulièrement pris d'assaut par le gang du Barjack, contrôlé par un dénommé Den. De nombreux mercenaires sont alors recrutés au prix fort pour assurer la protection du train, avec pour instruction de ne jamais s'en éloigner, sous peine de mort immédiate. Fogia Four, choisi après avoir mis au tapis un cyborg à mains nues, prend part à sa première mission, aux côtés de Yorg. Ils font la connaissance de Gally, surnommée G-1 par la cité de Zalem, qui se trouve à bord du train, n'étant pourtant pas une mercenaire. Celle-ci enquête sur le Barjack car il serait lié à Desty Nova. Au cours de la mission de protection, le train se fait attaquer par Knucklehead et ses hommes, au service du Barjack. Ces derniers parviennent à le faire dérailler, mais ils sont facilement anéantis par Gally, qui décide conserver la tête de Knucklehead. Gally ôte le système d'explosion de Fogia Four et Yorg, qui sont désormais libres. Gally veut continuer sa route seule, mais Fogia Four souhaite l'affronter pour lui montrer ses capacités de combat. Malgré un combat acharné, il est vaincu par Gally, qui part seule en voiture à la recherche du chef du Barjack. Alors qu'une tornade éclate, Gally décide finalement de revenir chercher ses deux compagnons pour les sauver d'une mort certaine, désobéissant aux ordres de Zalem. Alors qu'ils s'en sortent de justesse, perdant au passage leur voiture et la tête de Knucklehead, ils tombent sur une ancienne ville avec de nombreuses ressources en eau et nourriture. Ils n'ont cependant pas le temps de se reposer car ils se font attaquer par une nouvelle escouade du gang du Barjack, qui a récupéré Knucklehead. Alors que Gally et Fogia prennent l'avantage dans le combat, ils se font trahir par Yorg, voulant se ranger du côté des plus forts ; Fogia est gravement blessé et Gally se fait capturer. À sa grande surprise, elle se fait sauver par Knucklehead qui élimine ses anciens partenaires. Celui-ci souhaite en réalité combattre Gally en duel. Ce combat n'aura finalement pas lieu, Fogia arrivant à ce même moment pour le tuer. Il ne reste alors plus que le chef de l'escouade et Yorg, qui ont survécu à l'attaque de Knucklehead. Le chef de l'escouade ordonne à Yorg de tuer Gally et Fogia, mais il décide de ne pas obéir et se sacrifie pour les sauver. Le tome se termine alors que Fogia traverse le désert à pied avec le corps endommagé de Gally sur son dos. Alors qu'il perd espoir et s'écroule de fatigue, une forte pluie accompagnée de poissons leur tombe dessus, les sauvant de la mort. |                   |               |                   |               |
| 7 | 24 avril 1994     | 4-08-875077-2 | 25 juillet 1996   | 2-7234-2120-1 |
| Liste des chapitres : - Bataille 36 : Les surfaciens (空仰ぐ者等, Sora Aogu Monora) - Bataille 37 : Radio K.A.O.S. (荒野の歌人, Kōya no Utabito) - Bataille 38 : Psychométrie (地底の渾沌, Chitei no Konton) - Bataille 39 : Noces de fer (機甲花嫁, Kikō Hanayome) - Bataille 40 : Divergences (訣別, Ketsubetsu) - Bataille 41 : Dédoublement (生命の甘き果実, Seimei no Amaki Kajitsu) |                   |               |                   |               |
| Arrivé à Alhambra, Fogia et Gally se séparent, mais Gally promet qu'elle reviendra le voir une fois son travail de Tuned accompli. Poursuivant sa mission de recherche de Desty Nova, une nouvelle opératrice dénommée Lou Collins lui est assignée. Après une attaque ennemie, elle tombe sur un enregistrement du docteur Nova lui disant d'affronter Den et le Barjack si elle souhaite le capturer. À bord d'une unité mobile, un gadget fourni par Zalem, Gally se rapproche du lieu où se trouve Den et tombe sur Koyomi, qui est désormais une jeune fille, avec son chien-robot Fury. Elle lui parle de Radio K.A.O.S., une station diffusant des chansons optimistes poussant les gens à vivre en paix. Intriguée, Gally désire rencontrer ce fameux Kaos et part en voiture accompagnée de Koyomi. En chemin, elles vont rouler sur une surface instable, entraînant la chute de Gally et Koyomi dans les profondeurs de la surface. Afin de sauver Koyomi de la noyade, Gally utilise son système de poumons pour créer de l'oxygène, mais cela endommage très sérieusement son corps. Koyomi doit alors se déplacer avec Gally sur elle dans les profondeurs pour trouver de l'aide. Elle va finalement tomber sur Kaos et ses ouvriers qui fouillent les lieux à la recherche de matériaux spéciaux. En effet, Kaos ne peut ni parler ni entendre avec les ondes sonores et s'exprime uniquement via les ondes radio, et dispose d'une faculté nommée psychométrie, permettant de connaître la mémoire des objets. En voulant toucher le corps de Gally, Kaos est pris d'une vision du passé de Gally et découvre son véritable nom, Yoko. Intrigué, il accepte de soigner Gally, bien qu'elle soit aux services de Zalem, et souhaite qu'elle reste avec lui. Pensant que cela lui permettrait de retrouver Ido, Gally accepte et Kaos décide de l'emmener avec lui pour demander à son père, qui n'est autre que Desty Nova. Malheureusement, ils vont tomber sur Den, qui souhaite récupérer Gally. Alors que c'est leur première rencontre, Den connait le véritable nom de Gally et lui explique qu'il a l'intention d'abattre la cité de Zalem dans le but de créer une nouvelle ère à partir de rien. Gally affronte alors Den pour l'empêcher de détruire la décharge qu'elle considère comme sa maison et parvient finalement à détruire une grande partie de son corps avec un canon Tuned. Sur le point de l'achever, Koyomi intervient pour l'en empêcher et lui annonce qu'elle soutient Den et souhaite rejoindre le Barjack. Elle a été convaincue par ses paroles concernant la possibilité d'un nouveau monde. Gally décide alors de lui laisser la vie sauve et part rejoindre Kaos. Arrivée à destination, Gally découvre que l'antenne mobile est renversée et aperçoit Kaos agenouillé devant le cadavre de Yasmine, sa coéquipière, assassinée par des ninjas. Gally tente alors de remotiver Kaos mais celui-ci est totalement désespéré. Toutefois, il se relève subitement comme possédé et s'en prend à Gally. Ne comprenant pas, Kaos lui explique que lui et Den ne sont qu'une seule et même personne, et que ce qu'elle a affronté précédemment n'est autre qu'une unité télécommandée à l'aide d'un émetteur incrusté dans sa poitrine. S'ensuit alors un duel entre Den et Gally, se soldant par la victoire de cette dernière. |                   |               |                   |               |
| 8 | 24 septembre 1994 | 4-08-875078-0 | 24 septembre 1997 | 2-7234-2121-X |
| Liste des chapitres : - Bataille 42 : La dernière émission (最後のラジオ, Saigo no Rajio) - Bataille 43 : Le village au bord de l'eau (水辺の村で, Mizube no Mura de) - Bataille 44 : Évolution (獣の後継, Kemono no Kōkei) - Bataille 45 : Les mille visages de la folie (狂気の一千の貌, Kyōki no Issen no Kao) - Bataille 46 : Chronique guerrière (馬借戦記, Bājakku Senki) - Bataille 47 : Ouroboros-I (夢と鋼, Yume to Hagane) |                   |               |                   |               |
| Gally décide de ne pas tuer Kaos, son pouvoir étant sa seule possibilité de retrouver Desty Nova. Quant à lui, il a du mal à réaliser qu'il est responsable des attaques du Barjack et de la mort de Yasmine via sa double personnalité. Il décide tout de même de réaliser une dernière émission sur Radio K.A.O.S. dans laquelle il dénonce les actions de Den. Se sentant plus fort grâce à Gally, il décide de l'emmener à la ferme 21, contrôlée par le Barjack, car Ido s'y trouverait. Après s'être fait attaquée par Keina et des membres du Barjack, Gally croise Ido qui n'a malheureusement aucun souvenir d'elle. Keina montre alors à Gally un CD enregistré cinq ans auparavant, où elle apprend qu'Ido a décidé de supprimer sa mémoire après avoir découvert le secret de Zalem, car il n'arrivait pas à l'accepter. Attristée par cette nouvelle, Gally quitte la ferme et reprend la route avec son unité mobile à la recherche de Nova. Sur sa route, Gally tombe sur un cyborg lui ressemblant trait pour trait : il s'agit du modèle Tuned GR version 2, créé pour remplacer Gally. Le chef Bigott lui explique que cela fait partie du plan Tuned : il avait sauvé Gally dans le but de récupérer le software de Gally afin de créer des cyborgs de combat parfaits, obéissant aux ordres de Zalem, contrairement à Gally. Gally tente de battre son clone, mais elle comprend qu'elle ne peut vaincre un cyborg qui utilise son propre Panzer Kunst contre elle. Voyant Gally en mauvaise posture, son opératrice, Lou Collins, décide de menacer l'opératrice du clone à Zalem pour l'arrêter. Gally parvient alors à éliminer le Tuned GR-2 et Lou se fait arrêter sur le champ. Et la version GR-2 n'était qu'un test : il existe onze autres versions de Tuned, ayant pour but d'anéantir le Barjack qui menace toujours de détruire Zalem. En effet, Den est désormais prêt à utiliser son train-canon Heng pour anéantir la cité de Zalem. Malgré l'intervention du Tuned GR-10, un obus est tiré en direction de la cité flottante. Mais celui-ci ne parvient pas à destination, celle-ci possédant un système de sécurité. De plus, elle possède une arme électromagnétique nommée Abaddon, contrôlée par Melchizedek, le super-ordinateur de Zalem, qui détruit instantanément le train-canon. La Tuned GR-10 en profite pour achever les autres membres du Barjack présent, mais se fait détruire par Fury, le chien-robot de Koyomi, alors que celle-ci allait se faire abattre. Den arrive finalement sur les lieux de l'incident, et décide d'abandonner la guerre contre Zalem, ne possédant plus de moyen d'attaquer Zalem directement. Toutefois, il n'abandonne pas son combat et décide de se lancer dans un dernier assaut contre Zalem, en compagnie de Koyomi. Gally arrive finalement à proximité de Desty Nova, mais elle se fait piéger par celui-ci : son psychisme est en effet piégé à l'intérieur du logiciel Ouroboros, et Gally se retrouve à affronter Jashugan dans son subconscient. Comme lors du motorball, ce combat contre Jashugan permet à Gally de devenir encore plus forte, et celle-ci parvient à s'échapper d'Ouroboros et se dirige vers sa dernière bataille... |                   |               |                   |               |
| 9 | 24 juillet 1995   | 4-08-875079-9 | 15 avril 1998     | 2-7234-2430-8 |
| Liste des chapitres : - Bataille 48 : Problème de cerveau (脳プロブレム, Nō Puroburemu) - Bataille 49 : Rêve et sentiment (夢とハート, Yume to Hāto) - Bataille 50 : Le Maître d'acier (鋼鉄の主, Kōtetsu no Aruji) - Bataille 51 : Destruction Atomique (陽子崩壊, Yōko Hōkai) - Bataille 52 : L'Invasion de Zalem (ザレム征服, Zaremu Seifuku) - Épilogue : Barjack : Chroniques Guerrières |                   |               |                   |               |
| Gally arrive finalement face à Desty Nova. Gally souhaite avant tout connaître le secret de Zalem, responsable de la folie d'Ido. Pour lui montrer la vérité, Nova s'enlève le haut de son crâne, et découvre une biopuce à la place de son cerveau. À l'âge de 19 ans, les habitants de Zalem sont soumis à une série de tests physiques et psychologiques pour s'assurer de leur perfection. Ceux qui réussissent reçoivent la marque de citoyen de Zalem sur le front et subissent une ablation du cerveau, remplacé par une biopuce qui contient l'intégralité de la mémoire du cerveau, normalise la pensée des gens et supprime tout stress possible. Apprenant la nouvelle, le chef Bigott devient fou, et lui et les assistants sont éliminés car ils connaissent désormais le secret de Zalem. Nova profite de cette affolement pour échapper à Gally, mais Kaos parvient à le bloquer grâce à son pouvoir, et guide Gally vers lui. En chemin, elle tombe sur l'assistante de Nova qu'elle élimine facilement et retrouve Nova qui la piège à nouveau à l'intérieur d'Ouroboros. Cette fois-ci, Gally ne parvient pas à s'échapper de son rêve et perd peu à peu la notion du réel. Nova crée alors un tout nouveau monde imaginaire, où Gally s'appelle Alita, et semble peu à peu oublier qu'elle est dans un rêve. Kaos essaie alors de la sauver en rentrer dans le système d'Ouroboros, mais Gally sait pertinemment qu'elle est dans un rêve. Elle voulait seulement profiter une dernière fois de quelques bons moments aux côtés d'Ido. Elle s'échappe finalement du rêve et coupe la tête de Nova. Gally retrouve Kaos, alors qu'il tente une dernière fois de raisonner son autre personnalité, Den. Mais celui-ci part livrer son dernier assaut contre Zalem, au cours duquel il perd la vie. Kaos désire alors retourner au sein de la décharge, avec l'objectif de créer une tour reliant la décharge à la cité de Zalem, tandis que Gally a promis de rejoindre Fogia. Elle prend la direction du village de Fogia mais tombe sur une bombe posée par Nova, qui a réussi à s'en sortir grâce à ses nanotechnologies. Évanouie, Gally se remémore des images de son passé ; elle se trouve sur un vaisseau martien parti en direction de la Terre pour utiliser l'arme atomique sur Jéru, la ville suspendue au-dessus de Zalem. Elle comprend alors comment son corps a été endommagé et est tombé directement dans la décharge. Gally se réveille alors et découvre qu'elle est à Zalem, en compagnie de Desty Nova. Gally en profite alors pour supprimer les institutions de Zalem et sauve Lou, placée dans la chambre des détritus vers la décharge après sa trahison. Elle essaie également d'empêcher l'initiation, ce processus consistant à l'ablation des cerveaux des jeunes habitants, qui ne comprennent malheureusement pas le sens des mots humanité et liberté, étant très normalisés depuis leur naissance par le fonctionnement de Zalem. Melchizedek, l'ordinateur central de Zalem, intervient alors et explique la vérité sur la création de Jéru et Zalem et l'ascenseur les reliant. Toutefois, Nova sait que Melchizedek ne dit pas la vérité et le pousse à tout avouer en utilisant sa nanotechnologie dans l'ordinateur. Melchizedek devient fou et se suicide, essayant d'emporter avec lui sa création. Nova explique à Gally qu'il y a une probabilité de sauver le monde, mais que pour cela, elle doit utiliser un mutagène et fusionner avec le crochet stellaire, le seul point assurant le contact entre l'ascenseur et l'anneau orbital. Gally choisit de se sacrifier et parvient à sauver le monde, l'ascenseur se transformant en un gigantesque arbre. Cinq ans plus tard, la tour reliant Zalem à la décharge est terminée. Les humains et cyborgs peuvent maintenant circuler librement entre la surface de la Terre, Zalem et Jéru. Se rendant à Jéru, Koyomi, devenue photographe et écrivant des mémoires concernant le Barjack et Gally, rencontre Fogia qui est à la recherche de Gally, étant certain qu'elle n'est pas morte. Ils tombent finalement sur Nova qui, via un cerveau de secours, a réussi à analyser la structure du nano-arbre formé par Gally, et a compris que celui-ci conservait les informations essentielles concernant la structure de Gally, et qu'une nano-manœuvre permettrait de la faire revivre lentement. Le manga se termine alors sur la renaissance de Gally dans les bras de Fogia. |                   |               |                   |               |

### GunnmOther Stories
Gunnm Other Stories est un recueil d'histoires courtes publiées entre 1997 et 2007, avant d'être compilé en un unique volume en décembre 2007 par Shūeisha. La version française est publiée par Glénat en mai 2009. À la suite du changement d'éditeur en 2010, Kōdansha propose également une réédition japonaise en juillet 2014.
| no | Japonais         | Japonais          | Français       | Français          |
| no | Date de sortie   | ISBN              | Date de sortie | ISBN              |
| --- | ---------------- | ----------------- | -------------- | ----------------- |
| 1 | 19 décembre 2007 | 978-4-08-877356-8 | 17 mai 2009    | 978-2-7234-6780-3 |
| Liste des chapitres : - Douce nuit (聖夜曲, Seiyakyoku) - Le Doigt Sonique (音速の指, Sonikku Fingā) - Origines (故郷, Furusato) - Barjack Rhapsody (馬借音頭, Bashaku Ondo) - 銃夢外伝〜製作裏話〜 (Ganmu Gaiden Seisaku Urabanashi) |                  |                   |                |                   |

### GunnmLast Order
La version japonaise est publiée entre 2001 et 2010 par Shūeisha. À la suite d'un désaccord entre l'auteur et l'éditeur, la série est publiée à partir de 2010 par Kōdansha. La version éditée par Shūeisha est alors incomplète et compte quinze tomes. Kōdansha publie alors la suite de la série à partir du seizième tome. Afin de proposer l'intégralité de la série, l'éditeur propose une nouvelle édition en douze tomes de l'intégralité de la série,.
La première version française, publiée par Glénat en sens de lecture occidental, correspond aux quinze tomes publiés par Shūeisha. À la suite du changement d'éditeur japonais en 2010, Glénat n'a plus les droits pour publier cette version et lance en 2012 une seconde version, toujours en sens de lecture occidental, reprenant les quinze premiers tomes et les complétant des quatre tomes manquants à partir de 2013, avec des couvertures créées pour l'occasion. Une nouvelle version française, en sens de lecture original, reprenant les 12 tomes de la nouvelle édition Kōdansha, est publiée à partir de 2018. Les couvertures et tranches de cette nouvelle édition sont de couleur blanche par opposition au noir des deux précédentes.
| no | Japonais          | Japonais          | Français          | Français          |
| no | Date de sortie    | ISBN              | Date de sortie    | ISBN              |
| --- | ----------------- | ----------------- | ----------------- | ----------------- |
| 1 | 19 juillet 2001   | 4-08-876188-X     | 13 novembre 2002  | 978-2-7234-3980-0 |
| Liste des chapitres : - Phase 1 : La première chose dont je me souviens... (はじめに憶えているのは, Hajime ni Oboeteiru no wa) - Phase 2 : Que s'est-il passé ? (なにが起きたんだ?, Nani ga Okitanda?) - Phase 3 : Je ne suis pas un robot ! (ロボットじゃない, Robotto Janai) - Phase 4 : Je brûlais d'impatience de te revoir (思い焦がれていたんだぜ, Omoikogareteitanda ze) - Phase 5 : Ne me compare pas à ça !! (認めるかっ!!, Mitomeru ka'!!) - Phase 6 : ...Comme une télé que l'on éteint... (テレビのスイッチを切るように, Terebi no Suitchi o Kiru Yō ni) |                   |                   |                   |                   |
| Dans son laboratoire sur Zalem, le professeur Desty Nova et son jeune assistant, Jim Roscoe, font renaître Gally et lui offrent par la même occasion un nouveau corps, l'Imaginos. Gally se réveille alors sur Zalem. Elle retrouve le corps de Nova, sauvagement assassiné. La cité a plongé dans le chaos. Le secret de Zalem a été révélé à la population par Desty Nova : les adultes de Zalem ont en lieu et place du cerveau une puce. La nouvelle a déchainé une vagues de folie et de meurtres, et divisé la population entre les adultes et les enfants détenant encore leur cerveau. Gally part à la recherche de son amie Lou Collins. Dans ses recherches, elle sauve trois enfants, alors pourchassés par des robots du MIB. Elle rencontre aussi trois unités Tuned, Sechs qui la défit, puis Elf et Zwölf, les gardes du corps de Desty Nova, bel et bien vivant. Il lui remet Deckman-no 100, un robot-tube servant à la fois de source de connaissance et de réparateur spécialisé d'Imaginos. En parallèle, Jim Roscoe, se met à la tête des « enfants » pour aller détruire l'ordinateur central de Zalem. Mais tout ne se passe pas comme prévu, les adultes débarquent pour arrêter et tuer les enfants. Jim passe alors au plan de secours et déchaine son arme secrète : le robot Sachimodo. |                   |                   |                   |                   |
| 2 | 19 février 2002   | 4-08-876276-2     | 16 octobre 2003   | 978-2-7234-4209-1 |
| Liste des chapitres : - Phase 7 : Toute la cruauté du monde... (そして世界が残酷なのは, Soshite Sekai ga Zankoku nano wa) - Phase 8 : Une grande, grande tour de cubes empilés (高く高く積んだ積み木の塔を, Takaku Takaku Tsunda Tsumiki no Tō o) - Phase 9 : Je n'ai de comptes à rendre à personne ! (なんの負い目があるだろう, Nan no Oime ga Aru Darō) - Phase 10 : Une chanson si familière... (懐カシイ歌, Natsukashii Uta) - Phase 11 : Peu importe... (それでも, Soredemo) - Phase 12 : Tout le poids du péché d'un rêve (夢の罪の重さを, Yume no Tsumi no Omosa o) |                   |                   |                   |                   |
| Sa création lui survit : elle tue sans difficulté ses poursuivants et y prend même un malin plaisir. Ensuite, sans aucun but particulier, la créature erre dans les rues de Zalem en détruisant tout ce qu'elle trouve. La rencontre en Gally et Sachimodo est presque inévitable. Le combat ne fut cependant pas aussi simple pour la guerrière sur-entrainée. Malgré la lenteur de son adversaire, Gally devait surmonter deux obstacles : arriver à contrôler totalement son nouveau corps et échapper à l'arme principale de Sachimodo, une fumée composée de nanomachines qui réduit tout ce qu'elle touche en poussière. Lorsqu'elle parvient finalement à maitriser Imaginos, c'est la fin pour Sachimodo. Les adultes survivants et les enfants se retrouvent. Ils se promettent tous de rebâtir Zalem et de continuer à vivre ensemble. Finalement ils ont compris que l'humanité ne se résume pas à un corps ou un cerveau de chair et chacun a appris à accepter la différence de l'autre. Peu après, Nova retrouve Lou presque par hasard, mais sa découverte n'est pas joyeuse. Le corps sans vie (et surtout sans puce-cerveau) de la jeune femme git parmi les déchets de la cité... une victime de plus du MIB. Ses recherches enfin achevés, Nova n'a plus rien à faire sur Zalem. Il propose à Gally de partir pour Jeru, la cité spatiale, reliée à Zalem par un immense ascenseur, paradoxalement appelé l'Échelle. Tout d'abord réticente, Gally se laisse convaincre par le savant lorsque celui-ci lui fait miroiter l'espoir de retrouver le cerveau de Lou dans l'incubateur de Melchizedek à Jeru. Avec no 100, Sechs, Elf et Zwölf, la fine équipe prend l'ascenseur sans savoir ce qui les attendra là-haut... |                   |                   |                   |                   |
| 3 | 19 septembre 2002 | 4-08-876350-5     | 15 mars 2004      | 978-2-7234-4624-2 |
| Liste des chapitres : - Phase 13 : Bienvenue au sommet du monde (ここが世界の頂上だ, Koko ga Sekai no Chōjō Da) - Phase 14 : Le roi du pays des robots, mais aussi... (ロボットの国の王、そして, Robotto no Kuni no Ō, Soshite) - Phase 15 : Une chance de la retrouver (きっとまた会える, Kitto Mata Aeru) - Phase 16 : Un monde...de justice (正す、世界を, Tadasu, Sekai o) - Phase 17 : Au champ de bataille... (戦場では, Senjō dewa) - Phase 18 : 100 ans...et après ? (百年か…, Hyaku Nen ka...?) |                   |                   |                   |                   |
| Gally, Nova et tous les autres arrivent enfin à destination. Un homme mystérieux, Aga M'Badi, les accueille. Il se révèle être en réalité un haut-responsable de Jeru ayant plus de 200 ans! Les surprises ne s'arrêtent pas là pour nos héros : il leur apprend également que c'est Jeru qui est à l'origine de l'existence "d'anomalies génétiques" tels que Nova ou Jim Roscoe, de parfaits génies mais socialement inadaptés. Zalem leur sert de base pour ces expériences, dans la mesure où la cité est totalement sous-contrôle et hermétique. Comme on pouvait s'y attendre, ces génies sont à la limite de la folie et la plupart d'entre eux ont été exécutés par le MIB ou se sont suicidés. Jusqu'à présent seuls trois autres génies ont été assez fort mentalement pour survivre. Et pour ceux-là comme pour Nova, la voie de sortie était toute tracée : venir à Jeru. Cependant ils ne sont pas pour autant les bienvenus et M'Badi va leur en montrer la preuve : il pirate par surprise le système électronique des guerrières et les immobilise dans des cubes (une sorte d'ambre indestructible). Il les jette ensuite dans le vide astral sans autre forme de cérémonie. Quant à Nova, il est découpé en petits morceaux (décidément il n'a pas de chance) et M'Badi récupère sa puce-cerveau pour se l'approprier : son propre cerveau contient déjà les trois puces appartenant aux prédécesseurs de Nova. Gally et ses répliques sont sauvées in extremis par Ping Wu, un hacker qui vit caché dans les bas-fonds de Jeru. Lui aussi a plusieurs centaines d'années. En effet à Jeru, les habitants ont adopté le mathusalisme. La nanotechnologie permet de rendre les hommes immortels mais cela a une contrepartie : afin de garder la population constante, les naissances ne sont plus autorisés. Gally veut toujours retrouver Lou, dont la puce-cerveau se trouve quelque part dans l'ordinateur central de Jeru tandis que Ping veut y pénétrer pour le pirater et le détruire. Ils ont des objectifs différents à Jeru mais comprennent qu'ils ont besoin l'un de l'autre pour y parvenir. Après avoir conclu un pacte, Ping lui dévoile son plan : attaquer Melchizedek lorsque tous les yeux seront tournés vers le ZOTT (Zenith Of Things Tournament). C'est une compétition d'art martiaux très populaire ayant lieu tous les dix ans sur le Leviathan 1, un vaisseau aussi grand qu'une ville, autrefois destiné au transport de colons mais qui n'a jamais quitté l'orbite terrestre. En attendant ce jour qui devra arriver prochainement, Ping propose à Gally d'assister à un Conseil interplanétaire pour lui montrer le contexte social, économique et militaire actuel. Lors de cette conférence, on retrouve M'Badi parmi les représentants de la Terre. Il y a également ceux de la République Démocratique de Venus et ceux de l'Union des Systèmes de Jupiter. Ce sont les deux grandes puissances qui s'affrontent pour l'obtention de ressources naturelles tels que l'énergie ou la matière première, à l'échelle interplanétaire. Le système terrien, dominé par Jeru, n'a qu'un rôle mineur. Quant à Mars, la planète d'où vient Gally, elle est en guerre civile depuis des siècles et voit s'opposer quatre armées : - les royalistes soutenus par la Terre - les démocrates soutenus par Venus - les communistes soutenus par Jupiter - et le Nouveau 3e Reich, un ordre néo-nazi indépendant On découvre un nouveau personnage, Limeïla, la jeune princesse de Mars. Elle et sa suite ont fait le déplacement jusqu'à Jeru pour obtenir les faveurs du Conseil à travers M'Badi. Gally et Ping s'embarquent secrètement dans le vaisseau martien pour aller sur le Leviathan mais ils sont découverts par Xazi, la garde du corps de Limeïla, qui voit en eux une menace. S'ensuit un combat impressionnant dans l'espace sidéral où Gally démontre sa grande maitrise du Panzer Kunzt. Mais son adversaire connait également les techniques de combat martiens puisque venant elle aussi de Mars. Lors de l'affrontement, Gally apprend (ou plutôt se souvient) des techniques de combat en 0G, un environnement sans gravité. Finalement elle parvient à briser les deux bras de Xazi via une technique particulière qui fait résonner l'onde de choc dans tout le corps. Comprenant sa défaite, elle a l'intention de se faire sauter avec Gally pour protéger la princesse. Gally ne doit son salut qu'à l'intervention de la princesse elle-même. Une fois sur le Leviathan, Gally découvre une ville beaucoup moins aseptisée que Jeru ou Zalem, mais toujours mieux que Kuzutetsu. Ping retrouve ses vieux compères et règle ses comptes tandis que Deckman no 100 finit de réparer Imaginos. |                   |                   |                   |                   |
| 4 | 19 juin 2003      | 4-08-876471-4     | 23 novembre 2004  | 978-2-7234-4630-3 |
| Liste des chapitres : - Phase 19 : Un vrai combattant... (戦士とは, Senshi to wa) - Phase 20 : Un sacré coup de poing !! (いいパンチだった!!, Ii Panchi Datta!!) - Phase 21 : Si vous voulez un conseil... (ひとつ忠告しておく, Hitotsu Chūkoku Shiteoku) - Phase 22 : Regarde bien !! (見たか!!, Mita ka!!) - Phase 23 : Le karatéka fourmilion !! (カラテ蟻地獄!!, Karate Arijigoku!!) - Phase 24 : Un brasier à la place du cœur (そして火のように戦う心も, Soshite Hi no Yō ni Tatakau Kokoro mo) |                   |                   |                   |                   |
| Sur le Leviathan, à Hobes City, Gally et Ping attendent le début du ZOTT. Gally comprend peu à peu les problèmes créés par le mathusalisme : étant donné que tout le monde est immortel, les nouvelles naissances risquent de perturber l'équilibre de la société. C'est pourquoi il y a une véritable chasse aux enfants orchestré par le gouvernement. Ceux qui sont capturés se retrouve dans une école militaire qui est en réalité plus un abattoir : après avoir suivi un pseudo-entrainement, ils sont envoyés dans la Chambre de Combat (un champ de bataille artificiel mais à balles réelles) où ils serviront de cibles mouvantes pour ceux qui ont soif d'adrénaline. En effet dans ce monde où tout le monde est immortel, la vie n'a plus aucune valeur. C'est au contraire la mort qui est précieuse, ou du moins la crainte de mourir. C'est pourquoi le gouvernement a créé ce lieu où tout un chacun peut se défouler sans aucune limite. Gally sauve l'un de ces enfants, Giraud, lorsqu'il tente d'échapper à ses geôliers. Elle le remet à l'adminipolice qui aussitôt le remet à l'école militaire. C'est Xazi qui lui fait comprendre son erreur. À elles deux, elles vont tenter de sauver Giraud d'une mort certaine. Elles entrent également dans le champ de bataille. Malheureusement elles arrivent trop tard et toute sa troupe a déjà été décimée. Pour honorer leur mémoire, elles vont tenter de récupérer toutes les bannières du champ de bataille en affrontant les autres combattants. La plupart de ceux qui sont là ne font pas le poids face à elles, mais un groupe de combattants va leur donner du fil à retordre. Il s'agit de trois karatékas : Gavitt, Hogan et Toji. Ils comptent également participer au ZOTT et se servent de la Chambre de Combat pour se faire un peu la main avant le tournoi. Gavitt et Hogan sont écrasés respectivement par Gally et Xazi, mais Toji, avec sa maitrise du karaté et son corps immense, ne se laisse pas faire aussi facilement. |                   |                   |                   |                   |
| 5 | 19 mars 2004      | 4-08-876590-7     | 23 février 2005   | 978-2-7234-5071-3 |
| Liste des chapitres : - Phase 25 : Que le Z.O.T.T. commence !! (ZOTT開催!!, Jī Ō Tī Tī Bigin!!) - Phase 26 : Si tu tiens à le savoir... (あるいは優勝も…, Arui wa Yūshō mo...) - Phase 27 : Nous protégerons ces enfants. (子供達を守るために, Kodomo Tachi o Mamoru Tame ni) - Phase 28 : Ça vous dirait d'écouter ma chanson ? (オレの歌が聞きてェか?, Ore no Uta ga Kikitē ka?) - Phase 29 : Tout l'intérêt du Z.O.T.T. ! (コレですよォ〜, Kore Desu yō) - Phase 30 : En orbite ! (星になれ, Hoshi ni Nare) - Phase 31 : Ils tournent ! Ils tournent ! (まわるまわる, Mawaru Mawaru) |                   |                   |                   |                   |
| Gally et compagnie entre dans le Z.O.T. Tournament y affronter des adversaires. Sechs y reçoit un nouveau corps, autant puissant qu'un corps de berserker : le corps Fijiroy. Sechs, Elf et Zwolf et Gally affrontèrent plusieurs combattants qui ne leur arrivaient pas à la cheville pour ensuite affronter des adversaires de taille, le Guntroll. |                   |                   |                   |                   |
| 6 | 17 septembre 2004 | 4-08-876682-2     | 21 septembre 2005 | 978-2-7234-5122-2 |
| Liste des chapitres : - Phase 32 : Pas encore... (まだだ, Mada Da) - Phase 33 : Depuis ce fameux combat (あの戦い以来か, Ano Tatakai Irai ka) - Phase 34 : J'ai cru en cela (私はそれを信じる, Watashi wa Sore o Shinjiru) - Phase 35 : Tous ceux que j'aime (そうすれば故郷に, Sō Sureba Kokyō ni) - Phase 36 : J'ai déjà emprunté ce passage (昔ここを歩いた, Mukashi Koko o Aruita) - Phase 37 : Qui es-tu ?! (お前…誰だ!?, Omae... Dare Da!?) |                   |                   |                   |                   |
| Toujours contre le Guntroll, Gally qui fit enfin son apparition écrasa la guerrière qui avait battu Sechs, Elf et Zwolf. |                   |                   |                   |                   |
| 7 | 18 mars 2005      | 4-08-876777-2     | 1er mars 2006     | 978-2-7234-5367-7 |
| Liste des chapitres : - Phase 38 : Je suis Yoko (私は陽子, Watashi wa Yōko) - Phase 39 : Je suis Gally (私はガリィ, Watashi wa Garyi) - Phase 40 : Un têtard reste un têtard (オタマはオタマ, Otama wa Otama) - Phase 41 : Le moment le plus intense de la vie (人生最大のこの時が!!, Jinsei Saidai no Kono Toki ga!!) - Phase 42 : Une belle espèce d'enflure !! (むかつくぜ!!, Mukatsuku ze!!) - Phase 43 : Fils du chaos (混沌の息子よ, Konton no Musuko yo) |                   |                   |                   |                   |
| 8 | 18 novembre 2005  | 4-08-876876-0     | 18 octobre 2006   | 978-2-7234-5595-4 |
| Liste des chapitres : - Phase 44 : Le point de non-retour (帰還限界点, Pointo obu Nō Ritān) - Phase 45 : Un long, long hiver... (衝突の冬, Inpakuto Wintā) - Phase 46 : Sentiments partagés ? (同じ気持ちなのだと信じた, Onaji Kimachi nano Da to Shinjita) - Phase 47 : Je ne donne plus cher de ta peau ! (何者であろうと, Nanimono Dearō to) - Phase 48 : Retour à la dure réalité (終末の甘い夢, Shūmatsu no Amai Yume) - Phase 49 : Ces épais nuages finiront bien par disparaître ! (いつかブ厚い雲をブチ抜いて, Itsuka Buatsui Kumo o Buchinuite) |                   |                   |                   |                   |
| 9 | 19 juillet 2006   | 4-08-877123-0     | 21 mars 2007      | 978-2-7234-5876-4 |
| Liste des chapitres : - Phase 50 : Et si ton âme... (もしそなたの魂に, Moshi Sonata no Tamashii ni) - Phase 51 : Jusqu'au jour du jugement dernier... (最後の審判のその日まで, Saigo no Shinpan no Sono Hi made) - Phase 52 : Noble de caractère (孤高…すなわち, Kokō... Sunawachi) - Phase 53 : Mon dernier présent (最後の贈り物, Saigo no Purezento) - Phase 54 : Si les larmes que tu pleures sont pour moi... (その涙が私のために流れるのなら…, Sono Namida ga Watashi no Tame ni Nagareru no nara...) - Phase 55 : Tout ce que j'ai appris... (私は学んだのだ, Watashi wa Mananda no Da) |                   |                   |                   |                   |
| 10 | 19 juillet 2007   | 978-4-08-877270-7 | 18 novembre 2008  | 978-2-7234-6437-6 |
| Liste des chapitres : - Phase 56 : Le flan, c'est le destin !! () - Phase 57 : L'origine de ce monde (この世界の成り立ちを, Kono Sekai no Naritachi o) - Phase 58 : Fais gaffe... (マジになるなよ, Maji ni Naruna yo) - Phase 59 : Faut pas m'prendre pour un bleu !! (スットボけてんじゃねぇ, Suttoboketenjanē) - Phase 60 : Tu apprends relativement vite (超音速で成長中, Chō Onsoku de Seichō Chū) - Phase 61 : Un spécimen rare (世にも稀なる, Yo ni mo Mare Naru) - Phase 62 : Dans les ténèbres du zéro absolu... (絶対零度の暗闇に, Zettai Reido no Kurayami ni) |                   |                   |                   |                   |
| 11 | 19 février 2008   | 978-4-08-877408-4 | 25 février 2009   | 978-2-7234-6724-7 |
| Liste des chapitres : - Phase 63 : À cœur vaillant... (不屈とは, Fukutsu to wa) - Phase 64 : Va falloir payer !! (高くつくぜ!!, Takaku Tsuku ze!!) - Phase 65 : Le karaté ultime (空手の果て, Karate no Hate) - Phase 66 : Plus déterminé que jamais (殺る気満々, Yaru Ki Manman) - Phase 67 : Seek and destroy !! (サーチ&キル!!, Sāchi ando Kiru!!) - Phase 68 : Quand on marche sur la queue du tigre... (虎の尾を踏む, Tora no O o Fumu) |                   |                   |                   |                   |
| 12 | 19 août 2008      | 978-4-08-877483-1 | 1er juillet 2009  | 978-2-7234-7195-4 |
| Liste des chapitres : - Phase 69 : Dans ce monde de combats (ふたたび戦いの世界に, Futatabi Tatakai no Sekai ni) - Phase 70 : Tu es le seul homme au monde... (世界でひとり君だけが, Sekai de Hitori Kimi dake ga) - Phase 71 : Singularité karmique (カルマ的特異点, Karuma Teki Shingyuraritī) - Phase 72 : Les vents tournent (潮の変わり目, Taido Izu Tāningu) - Phase 73 : La grande guerre du karaté !! (カラテ大戦争ッ!!!, Karate Dai Sensō'!!!) - Phase 74 : La mystérieuse technique du chat (猫の妙術, Neko no Myōjutsu) |                   |                   |                   |                   |
| 13 | 17 avril 2009     | 978-4-08-877607-1 | 16 février 2011   | 978-2-7234-7890-8 |
| Liste des chapitres : - Phase 75 : Le seigneur du monde des griffes et des crocs (爪と牙の世界で, Tsume to Kiba no Sekai de) - Phase 76 : Dévore et enfle davantage !! (喰らって太れ!!, Kuratte Futore!!) - Phase 77 : Monstres sans âme !! (魂なき獣ごときに!!, Tamashii Naki Kedamono Gotoki ni!!) - Phase 78 : Les poings d'un homme !! (漢の拳!!, Otoko no Kobushi!!) - Phase 79 : Combattre : la vrai raison... (戦う 本当の理由に…, Tatakau Hontō no Riyū ni...) - Phase 80 : La preuve ultime de l'existence (最後の存在証明, Saigo no Sonzai Shōmei) - Phase 81 : Le mot « bonheur »... (「幸せ」という言葉, "Shiawase" to Iu Kotoba) |                   |                   |                   |                   |
| 14 | 19 novembre 2009  | 978-4-08-877748-1 | 20 avril 2011     | 978-2-7234-7891-5 |
| Liste des chapitres : - Phase 82 : Tu as mûri, on dirait (成長したじゃないか, Seichō Shita Janai ka) - Phase 83 : Prends garde ! (警戒せよ, Keikai Seyo) - Phase 84 : Frau X... (仮称「フラウ・X」, Kashō "Furau Ikusu") - Phase 85 : Tu peux le faire ?! (できるのか!?, Dekiru no ka!?) - Phase 86 : La grande tornade karmique (因果の大竜巻!!, Inga no Ōtatsumaki!!) - Phase 87 : Une nouvelle page de l'histoire ! (新しい歴史を踏み出す!!, Atarashii Rekishi o Fumidasu!!) |                   |                   |                   |                   |
| 15 | 18 juin 2010      | 978-4-08-877885-3 | 29 juin 2011      | 978-2-7234-8396-4 |
| Liste des chapitres : - Phase 88 : La terre promise !! (約束の場所…!!, Yakusoku no Basho...!!) - Phase 89 : As-tu oublié mon nom ?! (俺の名前を忘れたか!?, Ore no Namae o Wasureta ka!?) - Phase 90 : Tu es une vraie pro ! (ホントのプロだね!!, Honto no Puro Da ne!!) - Phase 91 : Logique + intuition (論理+直感, Ronri Purasu Chokkan) - Phase 92 : La stratégie du « chat de verre » (「ガラスの猫」作戦, "Kōshika Suchikurā" Sakusen) - Phase 93 : Une frappe sans retenue !! (「真の突き」です!!, "Shin no Tsuki" Desu!!) |                   |                   |                   |                   |
| 16 | 23 mai 2011       | 978-4-06-376062-0 | 3 juillet 2013    | 978-27234-9204-1  |
| Liste des chapitres : - Phase 94 : Un rat pris au piège ! (一匹の窮鼠!!, Ippiki no Kyūso!!) - Phase 95 : Il n'aura pas fallu un instant (思考よりも速く, Shikō yori mo Hayaku) - Phase 96 : L'ange de l'espace (宇宙の天使, Uchū no Tenshi) - Phase 97 : Un prisonnier qui a rêvé d'évasion (脱獄を夢見た囚人, Datsugoku o Yumemita Shūjin) - Phase 98 : Enfin libre ! (解き放たれたぁ〜!!, Tokihanataretā!!) - Phase 99 : Un beau crétin (ナイス馬鹿, Naisu Baka) |                   |                   |                   |                   |
| 17 | 23 avril 2012     | 978-4-06-376630-1 | 18 septembre 2013 | 978-2-7234-9282-9 |
| Liste des chapitres : - Phase 100 : La perversion (変態 それは, Hentai Sore wa) - Phase 101 : Considérer d'un regard neuf (刮目して待つべし, Katsumoku Shite Matsu Beshi) - Phase 102 : Le plus grand parmi les grands (最後の大物!, Saigo no Ōmono!) - Phase 103 : Un soleil de minuit (真夜中の太陽, Mayonaka no Taiyō) - Phase 104 : Les héros de l'Histoire (歴史の主役, Rekishi no Shuyaku) - Phase 105 : Urgence, coefficient 4 (緊急事態フェーズ4, Kinkyū Jitai Fēzu Yon) |                   |                   |                   |                   |
| 18 | 23 avril 2013     | 978-4-06-376813-8 | 6 novembre 2013   | 978-2-7234-9748-0 |
| Liste des chapitres : - Phase 106 : Last Order (LASTORDER, Rasuto Ōdā) - Phase 107 : À la poursuite de Gally 1 (ガリィクエストI, Garyi Kuesuto Wan) - Phase 108 : À la poursuite de Gally 2 (ガリィクエストII, Garyi Kuesuto Tsū) - Phase 109 : À la poursuite de Gally 3 (ガリィクエストIII, Garyi Kuesuto Surī) - Phase 110 : À la poursuite de Gally 4 (ガリィクエストIV, Garyi Kuesuto Fō) - Phase 111 : À la poursuite de Gally 5 (ガリィクエストV, Garyi Kuesuto Faibu) - Phase 112 : À la poursuite de Gally 6 (ガリィクエストVI, Garyi Kuesuto Shikkusu) - Phase 113 : À la poursuite de Gally 7 (ガリィクエストVII, Garyi Kuesuto Sebun) - Phase 114 : À la poursuite de Gally 8 (ガリィクエストVIII, Garyi Kuesuto Eito) - Phase 115 : À la poursuite de Gally 9 (ガリィクエストIX, Garyi Kuesuto Nain) |                   |                   |                   |                   |
| 19 | 23 avril 2014     | 978-4-06-376969-2 | 2 juillet 2014    | 978-2-344-00285-8 |
| Liste des chapitres : - Phase 116 : À la poursuite de Gally 10 (ガリィクエストX, Garyi Kuesuto Ten) - Phase 117 : À la poursuite de Gally 11 (ガリィクエストXI, Garyi Kuesuto Irebun) - Phase 118 : À la poursuite de Gally 12 (ガリィクエストXII, Garyi Kuesuto Tuerubu) - Phase 119 : À la poursuite de Gally 13 (ガリィクエストXIII, Garyi Kuesuto Sātīn) - Phase 120 : À la poursuite de Gally 14 (ガリィクエストXIV, Garyi Kuesuto Fōtīn) - Phase 121 : À la poursuite de Gally 15 (ガリィクエストXV, Garyi Kuesuto Fifutīn) - Phase 122 : À la poursuite de Gally 16 (ガリィクエストXVI, Garyi Kuesuto Shikkusutīn) - Phase 123 : À la poursuite de Gally 17 (ガリィクエストXVII, Garyi Kuesuto Sebuntīn) - Final Phase : À la poursuite de Gally 18 (ガリィクエストXVIII, Garyi Kuesuto Eitīn) |                   |                   |                   |                   |

### Gunnm Mars Chronicle
| no | Japonais         | Japonais                                                               | Français        | Français          |
| no | Date de sortie   | ISBN                                                                   | Date de sortie  | ISBN              |
| --- | ---------------- | ---------------------------------------------------------------------- | --------------- | ----------------- |
| 1 | 22 mai 2015      | 978-4-06-377195-4                                                      | 19 octobre 2016 | 978-2-344-01751-7 |
| Liste des chapitres : - Log:001 La jeune orpheline martienne (火星の孤児, Kasei no Koji) - Log:002 Petites filles (少女たち, Shōjo Tachi) - Log:003 L'escadron silencieux (無言兵団, Mugon Heidan) - Log:004 L'évasion (脱出行, Dasshutsukō) - Log:005 La route des réfugiés (難民街道, Nanmin Kaidō) - Log:006 Le sacerdoce du dôme (天蓋の使命, Tengai no Shimei)                                             |                  |                                                                        |                 |                   |
| 2 | 20 novembre 2015 | 978-4-06-377357-6                                                      | 18 janvier 2017 | 978-2-344-01752-4 |
| Liste des chapitres : - Log:007 Sur les ruines de Mamiana (マミアナ跡にて, Mamiana Ato nite) - Log:008 L'ombre de Dasein (ダーザインの潜在, Dāzain no Senzai) - Log:009 Les einherjar (英霊団, Einheruyaru) - Log:010 Le bunker d'interrogatoire (対爆装甲尋問室, Taibaku Sōkō Jinmonshitsu) - Log:011 Le martien de Mars (火星の異邦人, Kasei no Ihōjin) - Le monde des brumes (霧界, Mu-kai)                  |                  |                                                                        |                 |                   |
| 3 | 22 juillet 2016  | 978-4-06-377488-7                                                      | 5 juillet 2017  | 978-2-344-02045-6 |
| Liste des chapitres : - Log:012 Ma maison (私のお家, Watashi no O Uchi) - Log:013 L'inquiétante figure masquée (仮面の怪人, Kamen no Kaijin) - Log:014 Le hurlement de la guillocilicine (うなるギロチンベルト, Unaru Girochin Beruto) - Log:015 En tête à tête (ふたりきり, Futari kiri) - Log:016 Le château du mal (悪の城, Aku no Shiro)                                                                    |                  |                                                                        |                 |                   |
| 4 | 23 mai 2017      | 978-4-06-393195-2                                                      | 5 novembre 2017 | 978-2-344-02525-3 |
| Liste des chapitres : - Log:017 Etude et application de la cristallisation (石化の研究と応用, Sekika no Kenkyū to Ōyō) - Log:018 La chasse au trésor (秘宝探索, Hihō Tansaku) - Log:019 La dame du château (城の女, Shiro no Onna) - Log:020 Le chien d'edam (エドムの犬, Edomu no Inu) - Log:021 Les contrariétés du jeune Itar (若きイタルの悩み, Wakaki Itaru no Nayami)                                     |                  |                                                                        |                 |                   |
| 5 | 22 décembre 2017 | 978-4-06-510608-2                                                      | 4 juillet 2018  | 978-2-34-403070-7 |
| Liste des chapitres : - Log:022 Les aveux d'un ver de terre (ウジ虫の告白, Ujimushi no Kokuhaku) - Log:023 La mort du jeune Itar (若きイタルの死, Wakaki Itaru no Shi) - Log:024 La nuit du Haboob (砂嵐の夜, Habūbu no Yoru) - Log:025 Quelque chose d'important à te dire (大切なはなし, Taisetsu na Hanashi) - Log:026 Le cœur des malfats (ゴロツキ魂, Gorotsuki Damashii)                                  |                  |                                                                        |                 |                   |
| 6 | 21 novembre 2018 | 978-4-06-512862-6                                                      | 20 mars 2019    | 978-2-34-403406-4 |
| Liste des chapitres : - Log:027 Comme le chantait Elton John (エルトン・ジョンはかく歌えり, Eruton Jon wa Kaku Utaeri) - Log:028 La nature profonde des sentiments (ほんとうの気持ち, Hontō no Kimochi) - Log:029 La cérémonie d'intronisation (継承の儀, Keishō no Gi) - Log:030 Les larmes de Muster (ムスターの涙, Musutā no Namida) - Log:031 Adieu, Muster (さよならムスター, Sayonara Musutā)             |                  |                                                                        |                 |                   |
| 7 | 20 novembre 2020 | 978-4-06-519223-8                                                      | 7 juillet 2021  | 978-2-34-404863-4 |
| Liste des chapitres : - Log:032 新たなる出会い (Arata Naru Deai) - Log:033 ビッグマダム (Biggu Madamu) - Log:034 秘密の工房 (Himitsu no Kōbō) - Log:035 吟遊詩人曰く (Gin'yū Shijin Iwaku) - Log:036 恐ろしき者たち (Osoroshiki Mono Tachi) |                  |                                                                        |                 |                   |
| 8 | 22 novembre 2021 | 978-4-06-525955-9                                                      | 6 juillet 2022  | 978-2-34-405379-9 |
| Liste des chapitres : - Log:037 Coup de tonnerre dans un ciel bleu (青天の霹靂, Seiten no Hekireki) - Log:038 Le deal est tout un art ! (これが取引ってヤツさ!!, Kore ga Dīru tte Yatsu sa!!) - Log:039 La thèse de Wisehart (ワイズハート論文, Waizuhāto Repōto) - Log:040 L'attaque de Gyapollo (ジャポロ強襲, Japoro Kyōshū) - Log:041 La contre-attaque de Yakovleva (逆襲のヤコレワ, Gyakushū no Yakorewa) |                  |                                                                        |                 |                   |
| 9 | 22 novembre 2022 | 978-4-06-530199-9(édition standard) 978-4-06-530219-4(édition limitée) | 5 juillet 2023  | 978-2-34-405861-9 |
| Liste des chapitres : - Log:042 大気圏突入伝説 (Taikiken Totsunyū Densetsu) - Log:043 虜囚に非ず (Ryoshū ni Arazu) - Log:044 術あれど道なし (Jutsu Aredo Michi Nashi) - Log:045 泣き虫な助っ人 (Nakimushi na Suketto) - Log:046 隧道作戦 (Zuidō Sakusen) |                  |                                                                        |                 |                   |
| 10 | 23 avril 2024    | 978-4-06-535282-3                                                      | 19 février 2025 | 978-2-34-406681-2 |
| Liste des chapitres : - Log:047 奥義 (Gehaimunisu) - Log:048 徹甲爆轟拳 (Burehhyenshurāgen) - Log:049 心に蟷螂の斧 (Kokoro ni Tōrō no Ono) - Log:050 報告書 (Hōkokusho) - Log:051 決闘絶望谷 (Kettō Zetsubō Koku) |                  |                                                                        |                 |                   |
| 11 | 23 avril 2025    | 978-4-06-539217-1                                                      |                 |                   |
| Liste des chapitres : - Log:052 火星最後の秘宝 (Kasei Saigo no Hihō) - Log:053 ヴァシリ・トルスキ (Vashiri Torusuki) - Log:054 カタコンベ (Katakonbe) - Log:055 ヘクセンハウス (Hekusenhausu) - Log:056 クアン・キルボルン (Kuan Kiruborun) |                  |                                                                        |                 |                   |

### Gunnm

#### Shūeisha
1. 1 2  Tome 1
2. 1 2  Tome 2
3. 1 2  Tome 3
4. 1 2  Tome 4
5. 1 2  Tome 5
6. 1 2  Tome 6
7. 1 2  Tome 7
8. 1 2  Tome 8
9. 1 2  Tome 9

#### Glénat
1. 1 2  Tome 1
2. 1 2  Tome 2
3. 1 2  Tome 3
4. 1 2  Tome 4
5. 1 2  Tome 5
6. 1 2  Tome 6
7. 1 2  Tome 7
8. 1 2  Tome 8
9. 1 2  Tome 9

### GunnmOther Stories

#### Glénat
1. 1 2  Tome 1

### GunnmLast Order

#### Shūeisha
1. 1 2  Tome 1
2. 1 2  Tome 2
3. 1 2  Tome 3
4. 1 2  Tome 4
5. 1 2  Tome 5
6. 1 2  Tome 6
7. 1 2  Tome 7
8. 1 2  Tome 8
9. 1 2  Tome 9
10. 1 2  Tome 10
11. 1 2  Tome 11
12. 1 2  Tome 12
13. 1 2  Tome 13
14. 1 2  Tome 14
15. 1 2  Tome 15

#### Kōdansha
1. 1 2  Tome 16
2. 1 2  Tome 17
3. 1 2  Tome 18
4. 1 2  Tome 19

#### Glénat
1. 1 2  Tome 1
2. 1 2  Tome 2
3. 1 2  Tome 3
4. 1 2  Tome 4
5. 1 2  Tome 5
6. 1 2  Tome 6
7. 1 2  Tome 7
8. 1 2  Tome 8
9. 1 2  Tome 9
10. 1 2  Tome 10
11. 1 2  Tome 11
12. 1 2  Tome 12
13. 1 2  Tome 13
14. 1 2  Tome 14
15. 1 2  Tome 15
16. 1 2  Tome 16
17. 1 2  Tome 17
18. 1 2  Tome 18
19. 1 2  Tome 19

### Gunnm Mars Chronicle

#### Kōdansha
1. 1 2  Tome 1
2. 1 2  Tome 2
3. 1 2  Tome 3
4. 1 2  Tome 4
5. 1 2  Tome 5
6. 1 2  Tome 6
7. 1 2  Tome 7
8. 1 2  Tome 8
9. 1 2  Tome 9
10. ↑  Tome 9 (limitée)
11. 1 2  Tome 10
12. 1 2  Tome 11

#### Glénat
1. 1 2  Tome 1
2. 1 2  Tome 2
3. 1 2  Tome 3
4. 1 2  Tome 4
5. 1 2  Tome 5
6. 1 2  Tome 6
7. 1 2  Tome 7
8. 1 2  Tome 8
9. 1 2  Tome 9
10. 1 2  Tome 10